# Castelo Fordell

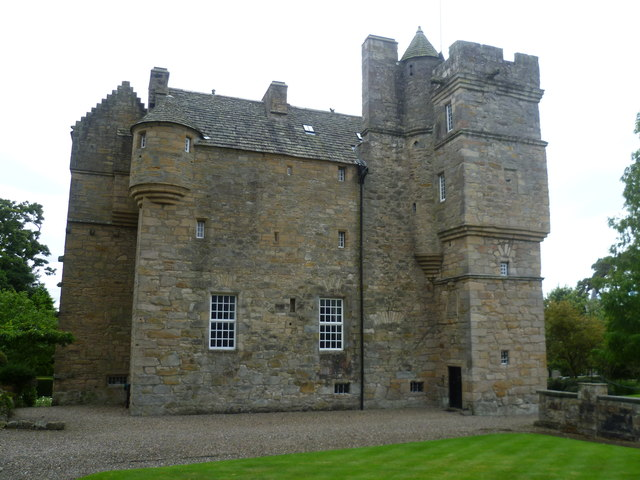
Castelo Fordell, NW

O Castelo Fordell (em inglês:  Fordell Castle) é um castelo do século XVI  localizado em Dalgety, Fife, Escócia.

## História
Datado de 1580, foi construído para James Henderson de Fordell.
Encontra-se classificado na categoria "A" do "listed building" desde 24 de novembro de 1972.